# Stephen Robinson
Stephen Kern Robinson (n. 26 de octubre de 1955) es un astronauta nacido en Sacramento, California. Sus padres, William y Joyce Robinson, viven en Moraga, California.

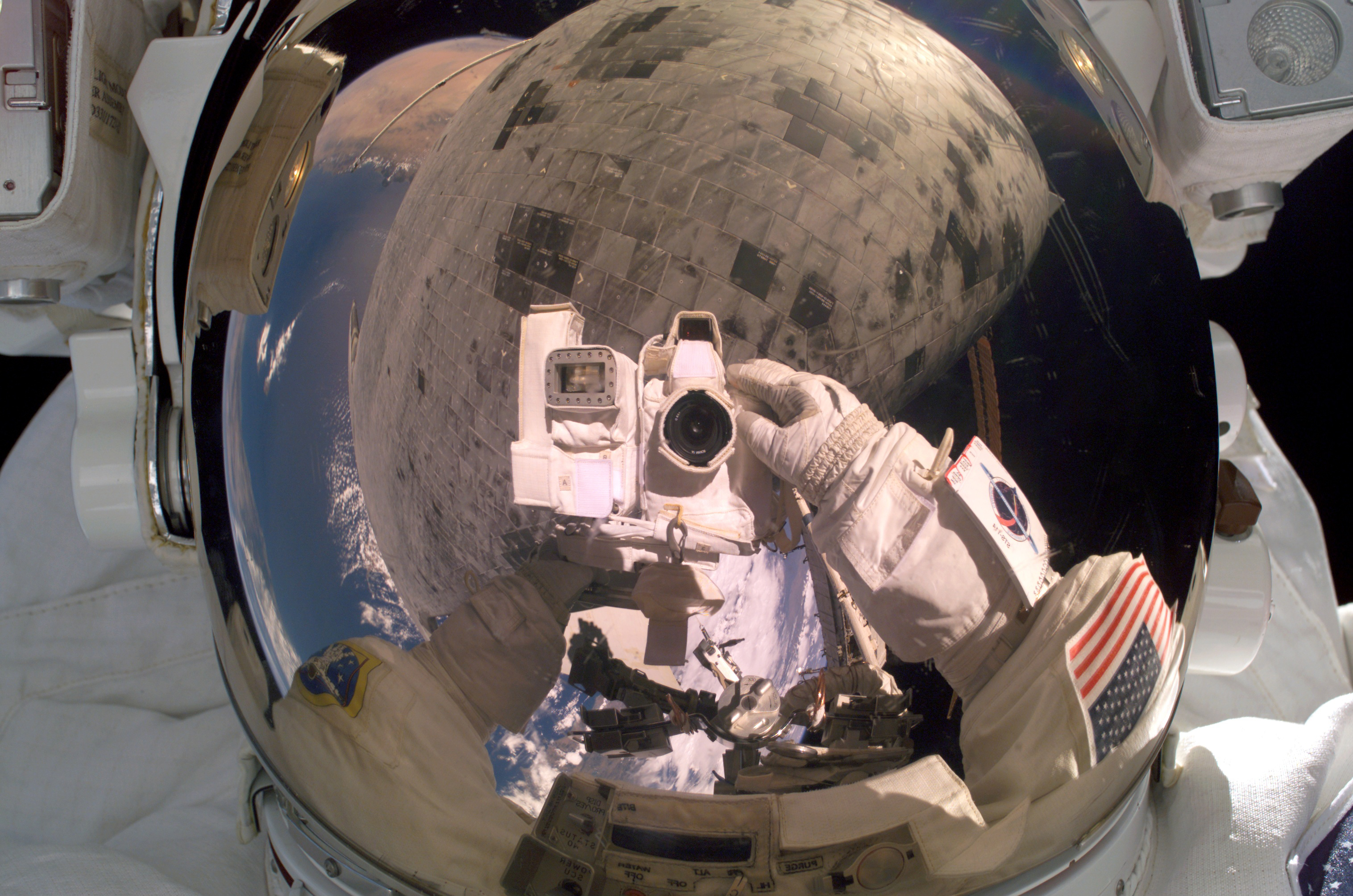
Robinson gira la cámara hacia él durante su histórico trabajo de reparación de la parte inferior del Discovery el 3 de agosto de 2005. El escudo protector de la nave, donde Robinson eliminó un par de trozos salientes, se refleja en su casco.

## Experiencia
Robinson sirvió como especialista de la misión para la STS-114. Anteriormente viajó en el transbordador espacial, en STS-85 y STS-95. El 3 de agosto de 2005, como parte de la STS-114, Robinson fue el primer ser humano que reparó manualmente la parte inferior del transbordador espacial.